# Chotkowo (gromada)
Chotkowo – dawna gromada, czyli najmniejsza jednostka podziału terytorialnego Polskiej Rzeczypospolitej Ludowej w latach 1954–1972.
Gromady, z gromadzkimi radami narodowymi (GRN) jako organami władzy najniższego stopnia na wsi, funkcjonowały od reformy reorganizującej administrację wiejską przeprowadzonej jesienią 1954 do momentu ich zniesienia z dniem 1 stycznia 1973, tym samym wypierając organizację gminną w latach 1954–1972.
Gromadę Chotkowo z siedzibą GRN w Chotkowie utworzono – jako jedną z 8759 gromad na obszarze Polski – w powiecie bytowskim w woj. koszalińskim na mocy uchwały nr 43/54 WRN w Koszalinie z dnia 5 października 1954. W skład jednostki weszły obszary dotychczasowych gromad: Chotkowo ze zniesionej gminy Borzytuchom, Modrzejewo ze zniesionej gminy Tuchomie i Tągowie (bez części włączonej do gromady Niezabyszewo) ze zniesionej gminy Niezabyszewo w tymże powiecie. Dla gromady ustalono 10 członków gromadzkiej rady narodowej.
1 stycznia 1958 z gromady Chotkowo wyłączono: a) wieś Tągowie, włączając ją do gromady Niezabyszewo oraz b) wieś Modrzejewo, włączając ją do gromady Tuchomie w tymże powiecie, po czym gromadę Chotkowo zniesiono, a jej (pozostały) obszar włączono do gromady Borzytuchom tamże.